# The Sun Sessions
Albums de Elvis Presley
Elvis: A Legendary Performer Volume 2
(1976) From Elvis Presley Boulevard, Memphis, Tennessee
(1976)
The Sun Sessions est un album d'Elvis Presley sorti en mars 1976. Il rassemble seize chansons enregistrées au début de sa carrière, entre 1954 et 1955, pour le label Sun Records.
The Sun Sessions occupe la 11e position du classement des 500 plus grands albums de tous les temps établi en 2003 par le magazine Rolling Stone.

## Titres

### Face 1
1. That's All Right (Mama) (Arthur Crudup) – 1:57
2. Blue Moon of Kentucky (Bill Monroe) – 2:04
3. I Don't Care if the Sun Don't Shine (Mack David) – 2:28
4. Good Rockin' Tonight (Roy Brown) – 2:14
5. Milkcow Blues Boogie (Kokomo Arnold) – 2:39
6. You're a Heartbreaker (Jack Sallee) – 2:12
7. I'm Left, You're Right, She's Gone (Stan Kesler, William Taylor) – 2:37
8. Baby Let's Play House (Arthur Gunter) – 2:17

### Face 2
1. Mystery Train (Junior Parker, Sam Phillips) – 2:26
2. I Forgot to Remember to Forget (Stan Kesler, Charlie Feathers) – 2:30
3. I'll Never Let You Go (Little Darlin') (Jimmy Wakely) – 2:26
4. I Love You Because (Leon Payne) – 2:33
5. Tryin' to Get to You (Rose Marie McCoy, Charles Singleton) – 2:33
6. Blue Moon (Richard Rodgers, Lorenz Hart) – 2:41
7. Just Because (Sydney Robin, Bob Shelton, Joe Shelton) – 2:34
8. I Love You Because (Leon Payne) – 3:25